# 墨田区立向島中学校
墨田区立向島中学校（すみだくりつ むこうじまちゅうがっこう）は、かつて東京都墨田区東向島四丁目にあった区立中学校。

## 概要
- 墨田区立第一寺島小学校、墨田区立第二寺島小学校、墨田区立第三寺島小学校全域を校区とする。
- 周辺には東京都立墨田川高等学校が位置しており、本校の生徒も多数進学している。
- 2013年（平成25年）4月から墨田区立鐘淵中学校と統合し、墨田区立桜堤中学校が開校した。

## アクセス
- 東武伊勢崎線東向島駅より徒歩5分。周辺には向島百花園などが位置している。

## 沿革
- 1949年3月31日 - 墨田区立向島中学校として開校（墨田区立では9番目）。第二寺島小学校を仮校舎とする。
- 1949年4月6日 - 開校式挙行。
- 1950年7月14日 - 校舎竣工、現在地へ移転。
- 1962年5月22日 - 第1期鉄筋校舎竣工。
- 1963年7月5日 - 第2期鉄筋校舎竣工。
- 1968年6月24日 - 完全給食実施。
- 1973年6月1日 - 特別教室5教室竣工。
- 1983年10月19日 - 墨田区連合陸上大会（国立競技場）で13年連続優勝を成し遂げる。
- 1987年 - 新体育館竣工。
- 1989年3月18日 - 正門記念碑「独立自尊」竣工。
- 1991年1月20日 - 現ランチルーム竣工。
- 2013年3月31日 - 閉校。

## 著名な出身者
- 宇草孔基（プロ野球選手）